# Fossar de la Pedrera
El Fossar de la Pedrera és un indret del cementiri de Montjuïc que fou utilitzat de tomba comuna per a 4.000 víctimes de la repressió franquista.
Des de 1985 hi reposen les restes mortals de Lluís Companys, president de la Generalitat de Catalunya durant la guerra civil espanyola i executat pel règim de Franco el 15 d'octubre de 1940 després d'un judici sumaríssim.
Cada 15 d'octubre les autoritats polítiques i la societat civil catalana realitzen una ofrena floral en memòria del president.

## Informació històrica

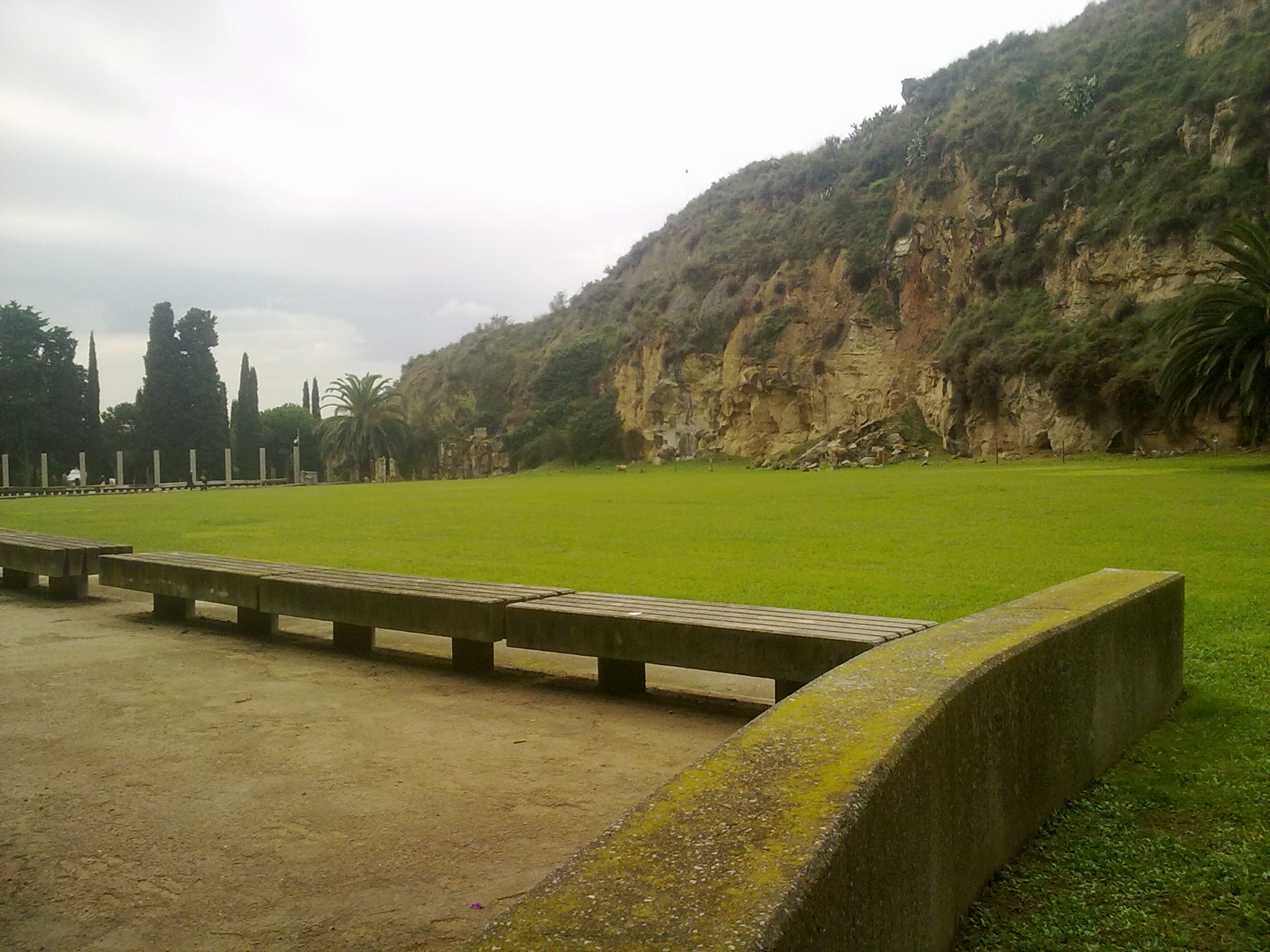
Fossar de la Pedrera

La pedrera Moragas, al vessant de Montjuïc de la Zona Franca, és coneguda com el Fossar de la Pedrera. Durant anys, en aquest indret foren enterrats els cossos de gent sense recursos i de persones sense identificar, a més, durant la Guerra Civil Espanyola (1936-1939) també de víctimes de la repressió franquista i dels bombardeigs feixistes. El Fossar de la Pedrera, però, és conegut sobretot per haver acollit les despulles de moltes persones afusellades a la ciutat de Barcelona entre 1939 i 1952, víctimes de la repressió franquista. La repressió del nou règim a Barcelona va començar un cop les tropes franquistes van ocupar la ciutat. Aquesta política va afectar sobretot a membres de partits, de sindicats i d'organitzacions que havien donat suport a la República. Van ser molts els que foren detinguts i jutjats en el Consell de guerra i condemnats per delicte d'adhesió a la rebel·lió militar. Els sentenciats a mort, un cop ratificada la pena pel Caudillo, van ser afusellats al Camp de la Bota –al límit dels termes de Barcelona i Sant Adrià del Besòs el que correspon a l'actual barri del Besòs i el Maresme (Districte de Sant Martí) part del fòrum-. Un cop detinguts, els presoners eren duts a la Presó Model i finalment al parapet de la Bota on eren executats i posteriorment traslladats al Fossar de la Pedrera, que va servir de fossa comuna. Allí eren enterrats dins caixes de fusta que es llençaven a través d'una rampa al clot fet prèviament per soldats franquistes i que eren cobertes amb calç viva i terra perquè la putrefacció dels cossos es produís al més ràpidament possible.

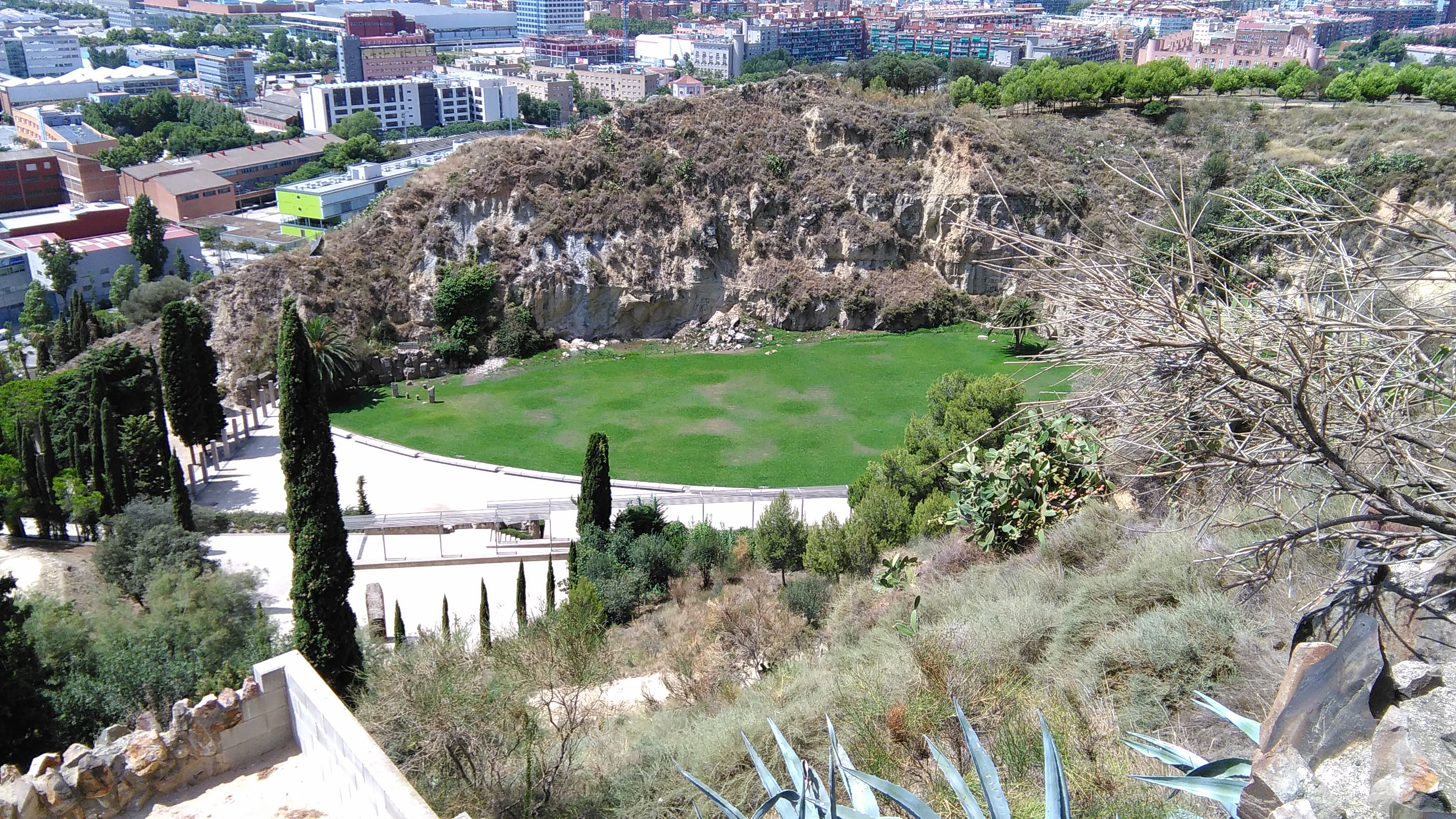
Vista aèria del Fossar de la Pedrera.

El mateix Lluís Companys i Jover, President de la Generalitat de Catalunya afusellat al Castell de Montjuïc -concretament al Fossar de Santa Eulàlia, el que avui és el camp de tir en arc- el 15 d'octubre de 1940, havia de ser enterrat a la fossa comuna però la seva germana Ramona va arribar a temps per identificar el cos i demanar que l'enterressin al taüt que ella mateixa havia portat, de fusta noble, en un nínxol que havia llogat. Finalment ho aconseguí i el President fou enterrat al nínxol però primerament tapiada amb maons i després de molts anys amb una placa de mabre solament en el nom de "Família Companys" on no hi constava el seu nom. Segons l'historiador Solé i Sabaté, de les 3.385 execucions comptabilitzades a Catalunya entre 1939 i 1953, 1.689 van tenir lloc a Barcelona, principalment al Camp de la Bota. I tanmateix, la xifra que indica l'Associació Pro memòria als Immolats per la Llibertat de Catalunya és de 1717 execucions antifranquistes afusellats i enterrats, principalment, al Fossar de la Pedrera, segons dades més recents d l'Associació Pro-memòria als Immolats per la Llibertat de Catalunya. El 1953, al Fossar s'hi van deixar d'enterrar els afusellats per la repressió, i la zona de la pedrera Moragas es va convertir en un nucli mig abandonat on els Serveis Funeraris de la ciutat continuaven enterrant-hi els indigents i cadàvers sense nínxol ni familiars que se'n fessin càrrec.

## Estat actual

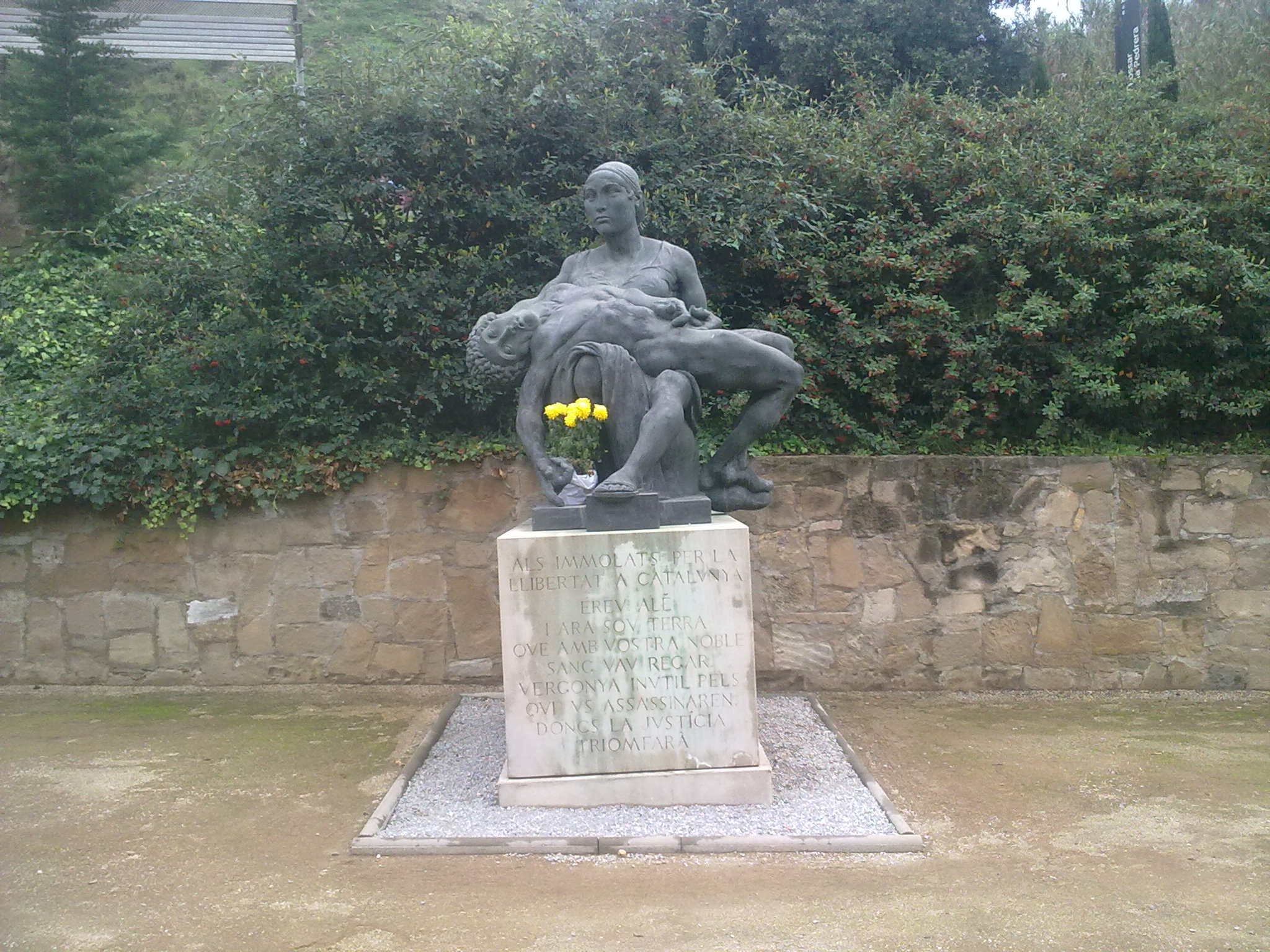
Monument als Immolats per la llibertat a Catalunya.

L'any 1976 es va fer el primer acte en memòria dels qui hi eren enterrats al Fossar de la Pedrera, ja que durant la dictadura havia estat prohibit qualsevol tipus d'homenatge. Aleshores es va iniciar una campanya, protagonitzada principalment per l'Associació Pro-Memòria als Immolats per la Llibertat de Catalunya, que aconseguí que no s'hi enterrés ningú més i que l'Ajuntament dignifiqués l'espai, hi alcés un monument en memòria de les víctimes enterrades i traslladés les restes de Lluís Companys, al costat dels altres republicans repressaliats. El 1985 s'inaugurà el projecte memorial dissenyat per l'arquitecte Beth Galí que compren un conjunt de columnes amb els noms de les víctimes, una gran zona enjardinada amb làpides singularitzades i el mausoleu de Lluís Companys. Les inscripcions de l'entrada les va redactar Maria Aurèlia Capmany: una fa referència a les víctimes de la repressió, l'altra a les víctimes de la fortuna, darrere d'elles s'inscriuen els noms dels que van morir repressaliats després de la guerra, tant si havien estat enterrats allà com si no. La llista va ser facilitada per l'Associació Pro Memòria als Immolats per la Llibertat de Catalunya. Precisament dins d'aquest conjunt arquitectònicament harmònic hi trobem també un homenatge: "In memoriam", que consta deu pedres, una per cada camp de concentració nazi -Mauthausen, Bergen-Belsen, Buchenwald, Belzec, Sobibor, Dachau, Auschwitz, Treblinka i Majdanek- que van ser posades a l'entrada del Fossar de la Pedrera per recordar l'holocaust dels jueus, en una acció pensada per l'associació cultural i esportiva Maccabi i la comunitat jueva de Barcelona. El monument era un projecte de l'arquitecte Leonard Glaser i volia commemorar, amb uns mesos de retard, el cinquantenari de la fi de la Segona Guerra Mundial on, entre altres tragèdies, havia tingut lloc la dels camps d'extermini.
Igualment el monument de La Pietat neix auspiciat per l'Associació Pro Immolats per la Llibertat de Catalunya. La idea era instal·lar-lo al Fossar de la Pedrera, que naixia per substituir la humil Fossa Comuna de Montjuïc. El febrer de 1981 va ser presentat al fossar el projecte, obra de Ferran Ventura, com un homenatge a tots els executats pel franquisme a Catalunya després de la Guerra Civil. La Pietat és una de les obres que ret homenatge als immolats a través d'una composició clàssica on es confronta mort amb vida. On la mare, la dona, allò femení... sosté el cos del sacrificat. El Fossar de la Pedrera, i amb ell la tomba nova de Companys, van ser inaugurats el diumenge 27 d'octubre de 1985. La inauguració, un diumenge plujós, va significar el trasllat de les despulles de Companys. Hi van assistir el president de la Generalitat, Jordi Pujol, l'alcalde, Pasqual Maragall, familiars de Lluís Companys i membres de l'Associació.